# آنیسا لهمری
آنیسا لهمری (انگلیسی: Anissa Lahmari؛ زادهٔ ۱۷ فوریهٔ ۱۹۹۷) بازیکن فوتبال اهل فرانسه است.
از باشگاه‌هایی که در آن بازی کرده‌است می‌توان به باشگاه فوتبال زنان پاری سن ژرمن اشاره کرد.
وی همچنین در تیم‌های ملی فوتبال France women's national under-17 football team و France women's national under-19 football team بازی کرده‌است.